# 麗閣巴士總站

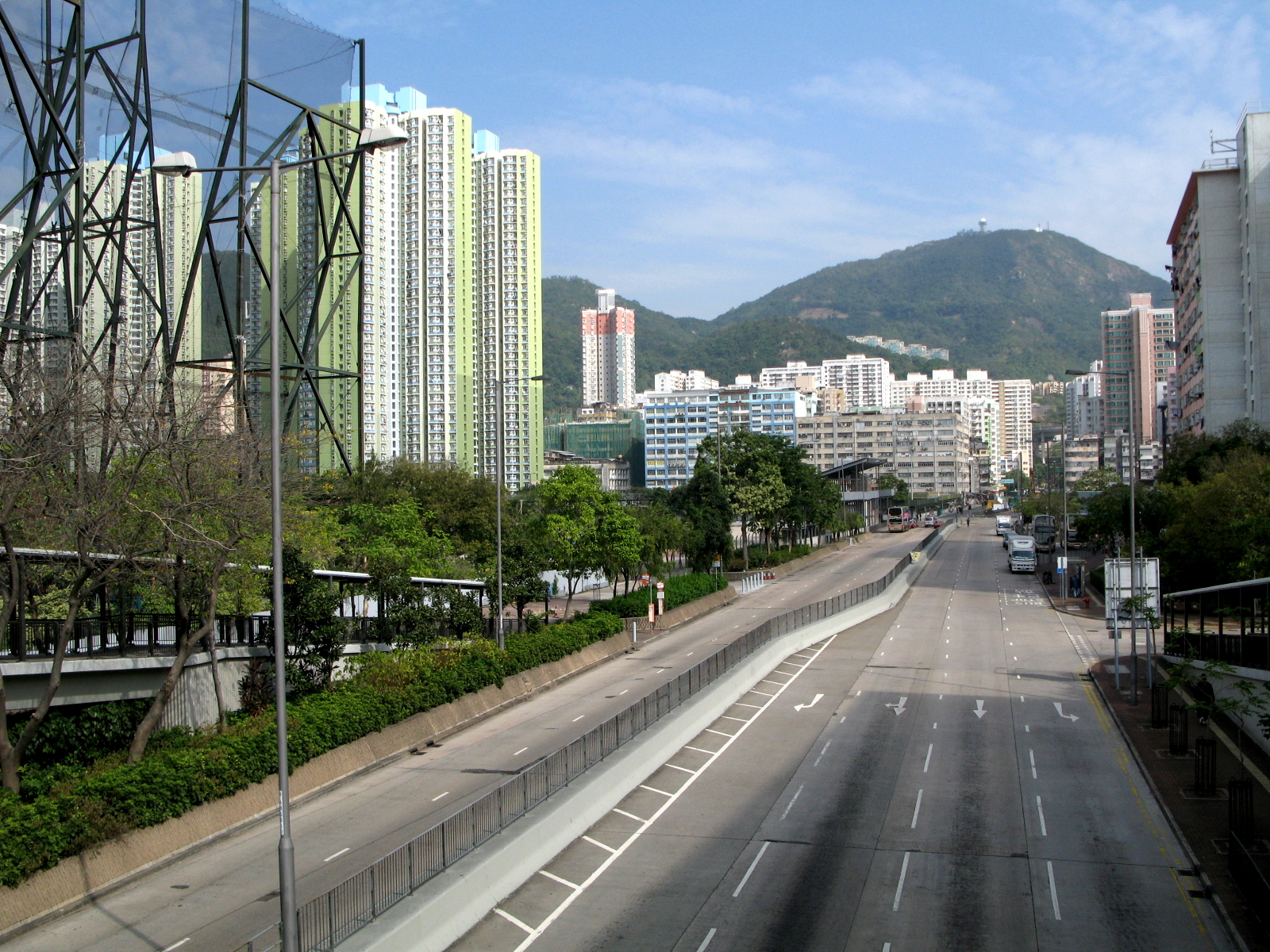
總站外的一段東京街（2008年）

麗閣巴士總站（英語：Lai Kok Bus Terminus）位於香港九龍深水埗區深水埗東京街麗閣邨麗葵樓及麗閣商場外，對面為長沙灣邨，為一個露天坑狀巴士總站。現時有2條巴士路線以此為總站。

## 總站路線資料

### 九龍巴士6F線
- 九龍城碼頭 ↔ 麗閣

於1984年11月22日配合九龍巴士26線服務重組投入服務，途經土瓜灣、紅磡、油麻地及旺角。

### 九龍巴士13P線
- 寶達 → 麗閣

於2003年1月20日投入服務，途經秀茂坪邨、和樂邨、觀塘市中心、九龍灣、太子道東、亞皆老街及旺角（九龍灣至旺角一段不停站），只於平日上午繁忙時間提供服務，為九龍巴士13D線的特別班次。

## 外部連結
- 九巴（页面存档备份，存于）